# Giulio Calabrò
Giulio Calabrò (Roma, 25 gennaio 1996) è un velista italiano.

## Carriera
Nel 2021 ha partecipato ai Giochi olimpici di Tokyo nel 470 maschile piazzandosi in sesta posizione insieme a Giacomo Ferrari.